# 劉之龍
劉之龍（1557年—？年），字起潛，號陶宇，四川敘州府富順縣人，明朝政治人物。

## 生平
治《詩經》，由縣學生中式四川鄉試第十九名舉人，萬曆八年庚辰科會試第二百十一名，第三甲第八十九名進士。吏部觀政，本年授昆明知县，十四年升南京户部主事，二十年升郎中，二十一年歷官贵州貴陽府知府，二十七年丁憂歸。三十一年起补湖廣副使，三十四年升河南右參政，三十六年升廣東按察使，三十八年升雲南右布政使，四十年升湖廣左布政。

## 家族
曾祖劉用中，按察司副使；祖劉悰；父劉承諫；母邵氏；繼母吳氏。重慶下，妻熊氏。
行一，兄之麟，弟之鳳；之台；之藩；之輔；之祚；之啚。
侄劉堯珍〔弟之藩子，崇禎十三年庚辰科進士〕